# Estilita

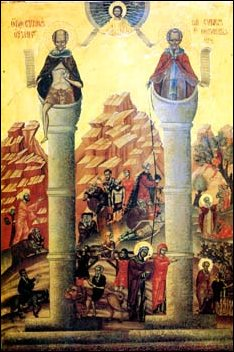
El estilismo tiene su origen en Siria y entre los estilitas más famosos sobresale Simón el Grande o el Estilita. Imagen: doble representación de Simón el Estilita.

Los estilitas eran monjes cristianos solitarios que vivían en el Medio Oriente a partir del siglo V y tenían la particularidad de transcurrir su vida de oración y penitencia sobre una plataforma colocada en la cima de una columna (stylos en griego), permaneciendo allí durante muchos años e incluso hasta la muerte. Esta especie de monacato era especialmente practicado en el oriente cristiano, sobre todo en las cercanías de Antioquía y en Siria; en la iglesia griega se mantuvo hasta después del cisma (1050) y entre los rusos hasta el siglo XV. Su institución se atribuye a Simeon el Estilita.

## Historia
El estilismo es la forma anacorética más famosa del monacato sirio. Su institución se atribuye al monje solitario sirio Simón el Estilita. Sin embargo fuera del cristianismo ya se habían dado casos de personas que optaban por ser estilitas. Un ejemplo romano es Maenius, que vendió su casa y se instaló en una columna, donde construyó una especie de choza cerca del Foro romano. Algunos autores quieren asimilar el estilismo cristiano con la forma del culto que hacían los sacerdotes Hierápolis a la diosa siria Atargatis, para llevar las oraciones de los peregrinos que llegaban a la ciudad. Sin embargo no es posible establecer una consecuencia histórica entre la forma pagana y la forma cristiana de estilismo. De hecho el estilismo cristiano es más de carácter penitencial, una de las tantas penitencias que practicaban los monjes cristianos de los primeros siglos.
En Siria se propagó esta forma particular del monacato cristiano, fue tenido en gran estima sobre todo entre los siglos V y X. Al principio fue tomado como una extravagancia, que algunos veían incluso como peligrosa para la seguridad de los ciudadanos. Gran parte de las críticas venían incluso de la misma jerarquía eclesiástica. Aun así, los estilitas sirios fueron numerosos, pero los pocos documentos solo trasmiten los nombres de algunos muy famosos, entre los que sobresale la imagen de Simón el Grande o el Estilita, prototipo y modelo para los monjes que siguieron esta forma de vida solitaria.

## Principales estilitas
Son considerados como santos por la mayoría de las Iglesias cristianas tradicionales los siguientes monjes estilitas:
- Simón el Estilita (423–459), conmemorado el 5 de enero.
- Lucas el Taumaturgo o Estilita, santo conmemorado el 7 de febrero y 3 de mayo
- Walfroy de Trier
- Daniel el Estilita (460–493), conmemorado el 11 de diciembre
- Lucas el joven o el Nuevo Estilita, conmemorado el 11 de diciembre
- Juan Estilita, conmemorado el 24 de mayo
- Simeón Estilita el Joven (547–592), conmemorado el 24 de mayo
- Niceta de Preslav, conmemorado el 24 de mayo
- Alipio de Adrianapolis (587–640), conmemorado el 26 de noviembre
- Teodulo de Edesa, conmemorado el 3 de diciembre
- Rubén Estilita, conmemorado el 4 de agosto
- Lázaro Estilita, conmemorado el 7 de noviembre
- Simeón Estilita III, conmemorado solo por algunas iglesias ortodoxas y coptas.

## Los estilitas en las artes

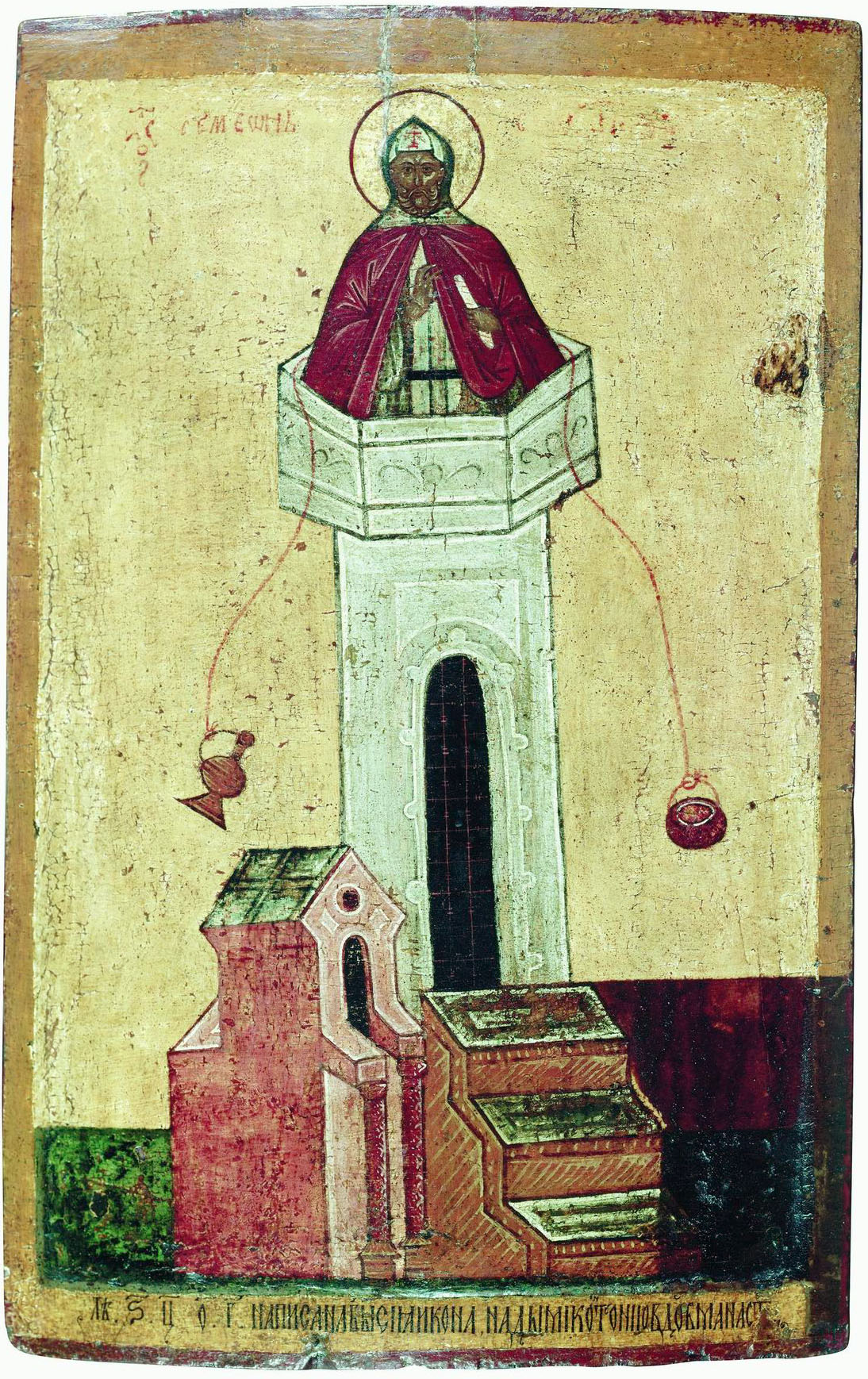
Al paso del tiempo a los estilitas se les ha representado como personas que por penitencia renuncian a la comodidad y la sociedad subiendo a la punta de una columna.

Simón del desierto es un mediometraje dirigido por Luis Buñuel con un guion coescrito por el director y Julio Alejandro. Está inspirado en la vida de Simeón el Estilita, a quien interpreta Claudio Brook. Entre otros actores, participó Silvia Pinal en el papel del diablo. Se estrenó en 1965.
El escritor Jon Bilbao publicó una novela corta sobre estilitas bizantinos del siglo VI titulada «Columna» y publicada en el libro El silencio y los crujidos (Impedimenta, 2018).
En Aballay, cuento del escritor argentino Antonio Di Benedetto, luego adaptado al cine, en el film "Aballay, el hombre sin miedo" (dirigido por Fernando Spiner, 2011) el gaucho Aballay, después de escuchar a un sacerdote hablar de los estilitas, decide pasar el resto de su vida sobre su caballo como penitencia.